# سیارک ۲۲۱۰۵
سیارک ۲۲۱۰۵ (به انگلیسی: 22105 Pirko، نامگذاری:2000LS36) بیست و دو هزار و صد و پنجمین سیارک کشف شده‌است که در ۱۱ ژوئن ۲۰۰۰ کشف شد.
قدر مطلق سیارک برابر ۱۷.۸ است.